# Équipe cycliste Nippo (2010)
L'équipe cycliste Nippo était une équipe cycliste japonaise qui a existé en 2010.
À la fin de la saison 2010, une partie de l'équipe fusionne avec l'équipe CDC-Cavaliere, pour former l'équipe D'Angelo & Antenucci-Nippo.

## Classements UCI
L'équipe participe aux épreuves des circuits continentaux et en particulier de l'UCI Asia Tour. Le tableau ci-dessous présente les classements de l'équipe sur les différents circuits, ainsi que son meilleur coureur au classement individuel.
UCI America Tour
| Saison | Classement par équipes | Meilleur coureur au classement individuel |
| ------ | ---------------------- | ----------------------------------------- |
| 2010   | 27e                    | Takashi Miyazawa (172e)                   |

UCI Asia Tour
| Saison | Classement par équipes | Meilleur coureur au classement individuel |
| ------ | ---------------------- | ----------------------------------------- |
| 2010   | 4e                     | Takashi Miyazawa (7e)                     |

UCI Europe Tour
| Saison | Classement par équipes | Meilleur coureur au classement individuel |
| ------ | ---------------------- | ----------------------------------------- |
| 2010   | 88e                    | Junya Sano (622e)                         |

## Nippo en 2010

### Effectif
| Coureur            | Date de naissance | Nationalité | Équipe 2009                      | Équipe 2011                |
| ------------------ | ----------------- | ----------- | -------------------------------- | -------------------------- |
| Luca Barla         | 29.09.1987        | Italie      | Milram                           | Androni Giocattoli         |
| Mirko Battaglini   | 13.09.1987        | Italie      | néo-pro                          |                            |
| Tetsuya Fujioka    | 29.05.1988        | Japon       | néo-pro                          |                            |
| Vincenzo Garofalo  | 05.08.1982        | Italie      | Amica Chips-Knauf                | Matrix Powertag            |
| Kazuo Inoue        | 17.02.1981        | Japon       | Nippo-Endeka (2008)              | Bridgestone Anchor         |
| Masaaki Kikuchi    | 09.04.1986        | Japon       | EQA-Meitan Hompo-Graphite Design | D'Angelo & Antenucci-Nippo |
| Nariyuki Masuda    | 23.10.1983        | Japon       | EQA-Meitan Hompo-Graphite Design | Utsunomiya Blitzen         |
| Takashi Miyazawa   | 27.02.1978        | Japon       | EQA-Meitan Hompo-Graphite Design | Farnese Vini-Neri Sottoli  |
| Yasuharu Nakajima  | 27.12.1984        | Japon       | EQA-Meitan Hompo-Graphite Design | Aisan Racing Team          |
| Makoto Nakata      | 09.09.1976        | Japon       | néo-pro                          |                            |
| Umberto Nardecchia | 11.05.1981        | Italie      | CSF Group-Navigare               |                            |
| Junya Sano         | 09.01.1982        | Japon       | Nippo·Colnago                    | D'Angelo & Antenucci-Nippo |
| Alessio Signego    | 11.12.1983        | Italie      | Adria Mobil                      |                            |
| Mariusz Wiesiak    | 01.04.1981        | Pologne     | Nippo·Colnago                    | Matrix Powertag            |
| Nicolas Winter     | 15.02.1989        | Suisse      | néo-pro                          | Partizan Powermove         |

### Victoires
| Date       | Course                           | Pays    | Classe | Vainqueur        |
| ---------- | -------------------------------- | ------- | ------ | ---------------- |
| 27/05/2010 | Prologue du Tour de Kumano       | Japon   | 2.2    | Takashi Miyazawa |
| 29/05/2010 | 2e étape du Tour de Kumano       | Japon   | 2.2    | Junya Sano       |
| 27/06/2010 | Championnat du Japon sur route   | Japon   | CN     | Takashi Miyazawa |
| 04/08/2010 | 2e étape du Tour de León         | Espagne | 2.2    | Takashi Miyazawa |
| 10/10/2010 | Kumamoto International Road Race | Japon   | 1.2    | Takashi Miyazawa |